# Foment Martinenc
Foment Martinenc és una entitat sense ànim de lucre fundada el 1877 a Sant Martí de Provençals (actualment Barcelona) com a Ateneu Popular per a fomentar l'educació entre els obrers. Guardonat amb la Medalla d'Honor de la Ciutat l'any 2012, el Foment Martinenc és una associació fundada l'any 1877 i dedicada al lleure. Organitza activitats esportives, culturals i d'esplai, amb seccions específiques dedicades a la dona, l'excursionisme, els escacs o l'esbart Sant Jordi, a més de la d'art escènic, Abraxas Teatre.
Als orígens el president era Francesc Elias, el secretari Josep Comas, i els assistents, Domingo Serra, Isidre Burunat, Jaume Gay, Joan Bertran i Josep Huguet. Després de la guerra civil espanyola fou clausurat un temps i ha desenvolupat una constant tasca de promoció de la cultura catalana. El 1995 va rebre la Creu de Sant Jordi. Entre les activitats que desenvolupa compta amb una destacada secció d'escacs, un grup excursionista, un esbart (Esbart Sant Jordi), el Grup de Teatre Abraxas i una Penya Blaugrana.

## Teatre
Abraxas Teatre fa els Pastorets des que va ser fundat, l'any 1978, com a secció teatral del Foment Martinenc. La secció és organitzada en tres grups segons l'edat dels components. Durant més de deu anys, va organitzar el Concurs de Teatre del Foment Martinenc, reprès l'any 2012, i és membre de la Coordinadora de Barcelona de la Federació de Grups Amateurs de Teatre de Catalunya, de la Coordinadora de Pastorets de Catalunya i de la Coordinadora de Teatre Clot - Camp de l'Arpa.
Més de trenta persones, entre infants i adults, fan possibles les representacions dels Pastorets del Foment Martinenc, a càrrec d'Abraxas Teatre. El grup escenifica una adaptació pròpia de l'obra tradicional de Josep M. Folch i Torres, que es representa cada any pels volts de Nadal al Foment Martinenc del districte de Sant Martí, però també en algunes actuacions de carrer, gràcies a un decorat fet de fusta i adaptable a qualsevol espai.

## Escacs
La Unió Escaquista del Foment Martinenc, creada el 14 d'octubre de 1948 és una de les seccions més antigues de l'entitat, amb més de 70 anys d'història. Disposa d'una gran sala de joc on passar una bona estona jugant unes partides amb la gent del club. Col·labora amb la Federació Catalana d'Escacs en l'organització de competicions oficials. Coincidint amb les festes majors del barri, organitza campionats socials de partides ràpides. Els diferents equips de la secció participen en les màximes divisions de les competicions per equips, tant a nivell nacional i estatal. Disposen de gairebé 100 jugadors federats, d'entre els que en destaquen diversos titulats internacionals i campions de Catalunya d'edats.
Del seu palmarès destaca el subcampionat de Catalunya dels anys 1991, 1994, 2004, 2005 i 2006, el campionat de Catalunya per equips del 1998, i el campionat d'Espanya de Clubs de Primera Divisió del 2006 i el 2011. El 2011 van organitzar la Final de la Copa Catalana i van rebre la Medalla Sant Martí.

## Dones
Inicialment, la dona no podia participar amb ple dret en la vida de l'entitat; era una possibilitat que una societat duta pels homes no acceptava. Però la mentalitat avantguardista del Foment Martinenc va fer que durant la Segona República, l'any 1931, s'impulsés la participació de la dona en la vida  associativa. L'any 1961 es va crear la Secció per a la Promoció Cultural de la Dona. Avui en dia el 55% de socis del Foment Martinenc són dones, i la Secció de la Dona és una de les més actives de l'Entitat.